# Apisai Ielemia

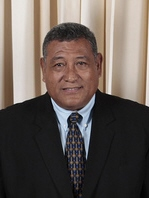
Apisai Ielemia

Apisai Ielemia (Vaitupu, 19 augustus 1955 – Funafuti, 19 november 2018) was een politicus uit Tuvalu. Hij was minister-president van zijn land van 2006 tot 2010. Hij vertegenwoordigde in het Tuvaluaanse parlement het atol Vaitupu.
Nadat op 3 augustus 2006 bij de algemene verkiezingen op Tuvalu op Maatia Toafa na alle leden van het kabinet hun parlementszetel verloren, werd Ielemia op 14 augustus beëdigd als minister-president.
Op 29 september 2010 werd hij na de parlementsverkiezingen opnieuw opgevolgd door Toafa.
Ielemia overleed in 2018 op 63-jarige leeftijd.
Toaripi Lauti · Tomasi Puapua · Bikenibeu Paeniu · Kamuta Latasi · Ionatana Ionatana · Lagitupu Tuilimu · Faimalaga Luka · Koloa Talake · Saufatu Sopoanga · Maatia Toafa · Apisai Ielemia · Maatia Toafa · Willy Telavi · Enele Sopoaga · Kausea Natano · Feleti Teo